# هایامپوم (کالیفرنیا)
هایامپوم (به انگلیسی: Hyampom) یک منطقهٔ مسکونی در ایالات متحده آمریکا است که در شهرستان ترینیتی، کالیفرنیا واقع شده‌است. هایامپوم ۵۲٫۵۰۷ کیلومتر مربع مساحت و ۲۴۱ نفر جمعیت دارد و ۴۵۸٫۱۲ متر بالاتر از سطح دریا واقع شده‌است.